# Doğan Holding
Doğan Holding ou Doğan Şirketler Grubu Holding A.Ş. est une holding turque opérant dans les domaines de l'énergie, du commerce, des médias, de l'industrie, de la finance, de l'assurance et du tourisme. 

## Histoire
Créé le 22 septembre 1980 par Aydın Doğan, celle-ci est aujourd'hui leader en Turquie dans le domaine pétrolier et des médias. Au départ, Aydın Doğan est un entrepreneur de la construction et se développe avec  la mise en place de parkings. Aujourd'hui, la holding appartient toujours en majeure partie aux membres de la famille Doğan, le reste étant coté en bourse à l'İMKB. Environ 200 entreprises dans les domaines de l'énergie, du commerce, des médias, de l'industrie, de la finance, de l'assurance et du tourisme, présentes dans une vingtaine de pays, ont un lien plus ou moins direct avec la holding (actions ou possessions),. Le fondateur, Aydın Doğan, est devenu l'une des plus grandes fortunes de la Turquie. En 197, il s'est lancé également dans la presse avec l’acquisition du journal Milliyet. La présence de la holding dans les médias est devenue particulièrement forte, avec notamment Kanal D et Star TV dans les télévisions généralistes, la coentreprise constituée avec Time Warner CNN Türk, et une présence forte dans la presse. 40 % des quotidiens lus chaque matin en Turquie appartiennent au groupe. le groupe s'adresse à un large lectorat : Fanatik est le quotidien sportif le plus populaire, Radikal est le journal de l'intelligentsia de gauche, Hürriyet est le quotidien populaire de centre droit, et Milliyet est un quotidien de référence situé généralement au centre gauche. 
En 1996, pour renforcer le rôle social de son groupe, Aydın Doğan a créé également une fondation à son nom, Aydın Doğan Foundation, intervenant dans le domaine de la formation, mais cherchant aussi par exemple à renforcer l'autonomie des femmes dans la société turque. Dans les années 2000, les 4 filles de Aydın Doğan ont vu leurs rôles respectifs renforcés dans le groupe. L'aînée, Arzuhan, née en 1965, a la mainmise sur la télévision et siège au conseil d'administration de la TÜSIAD, le patronat turc.  Vuslat, la seconde, née en 1971, dirige une partie du groupe de presse, dont le quotidien Hürriyet. La troisième, Hanzade, née en 1973, dirige la rédaction de Milliyet, mais est aussi très active dans la diversification du groupe dans le numérique et dans les actions de la fondation. Begum, la plus jeune, née en 1976, est chargée du développement international.
La branche médiatique du groupe Doğan Holding, plus grand groupe de médias en Turquie, a été rachetée en mars 2018 pour 890 millions d'euros par le groupe Demirören Holding, proche du président turc Recep Tayyip Erdoğan. Certains voient cet achat comme un renforcement du contrôle des médias par le gouvernement turc.

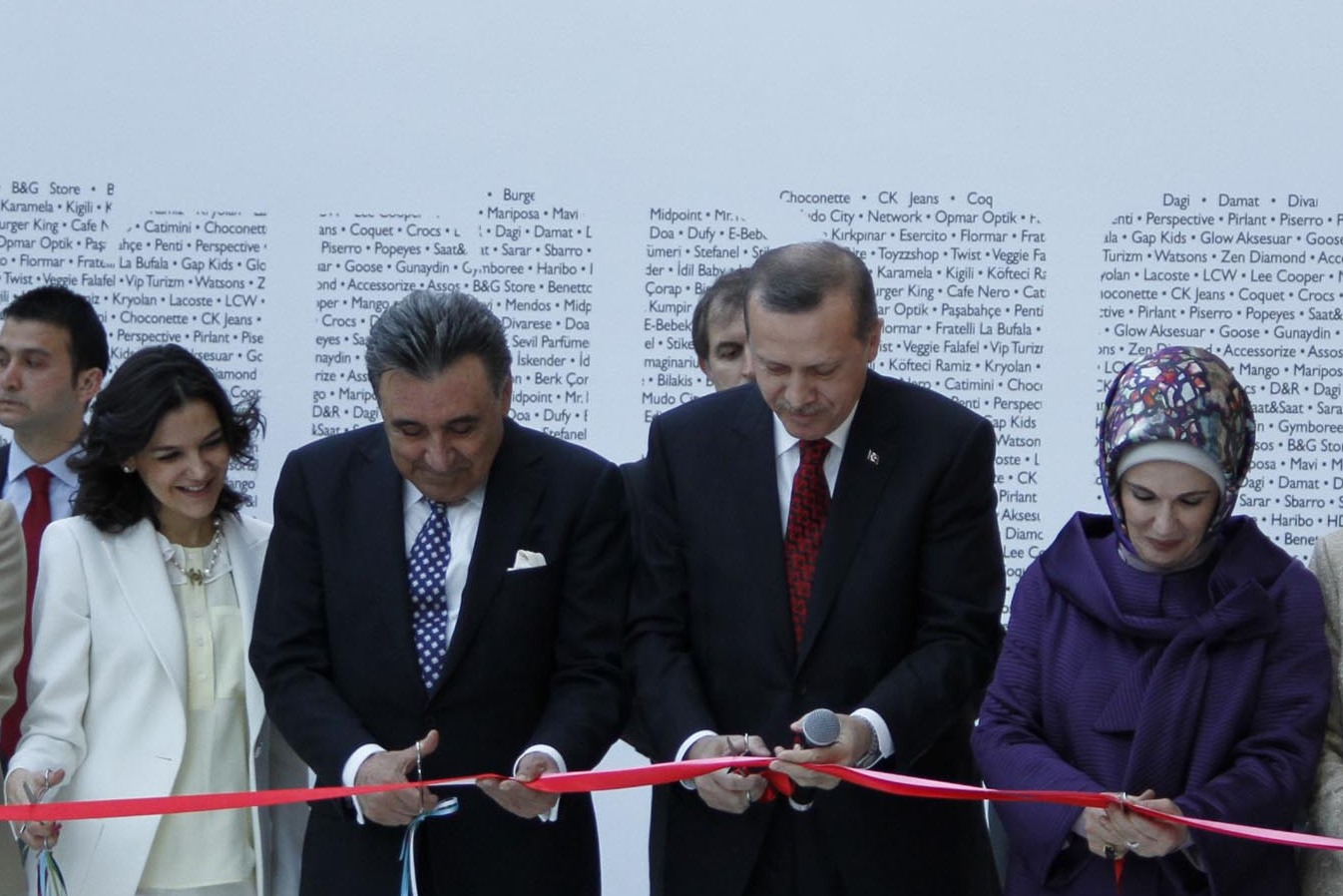
Aydin (aux côtés de Erdoğan)
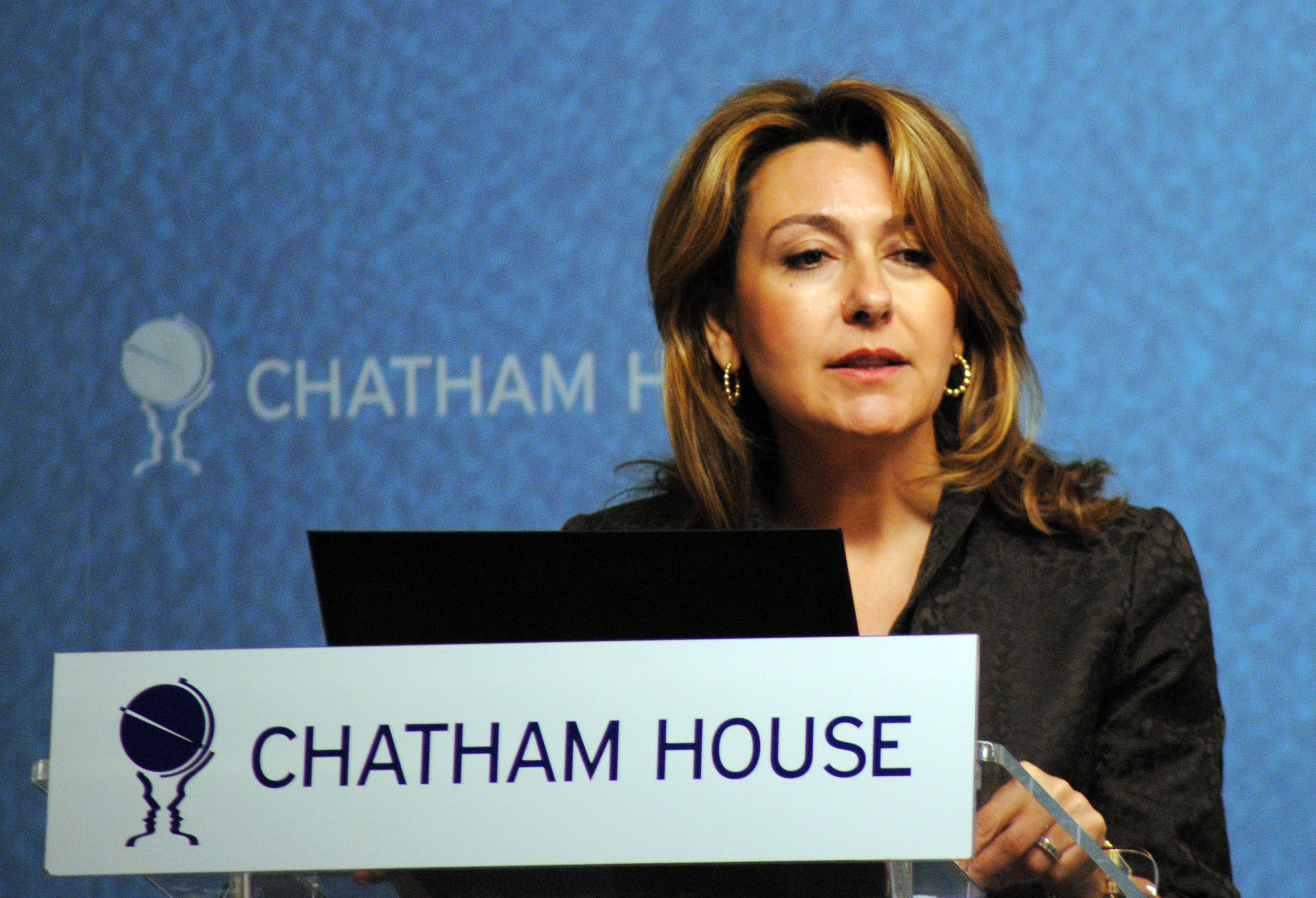
Arzuhan
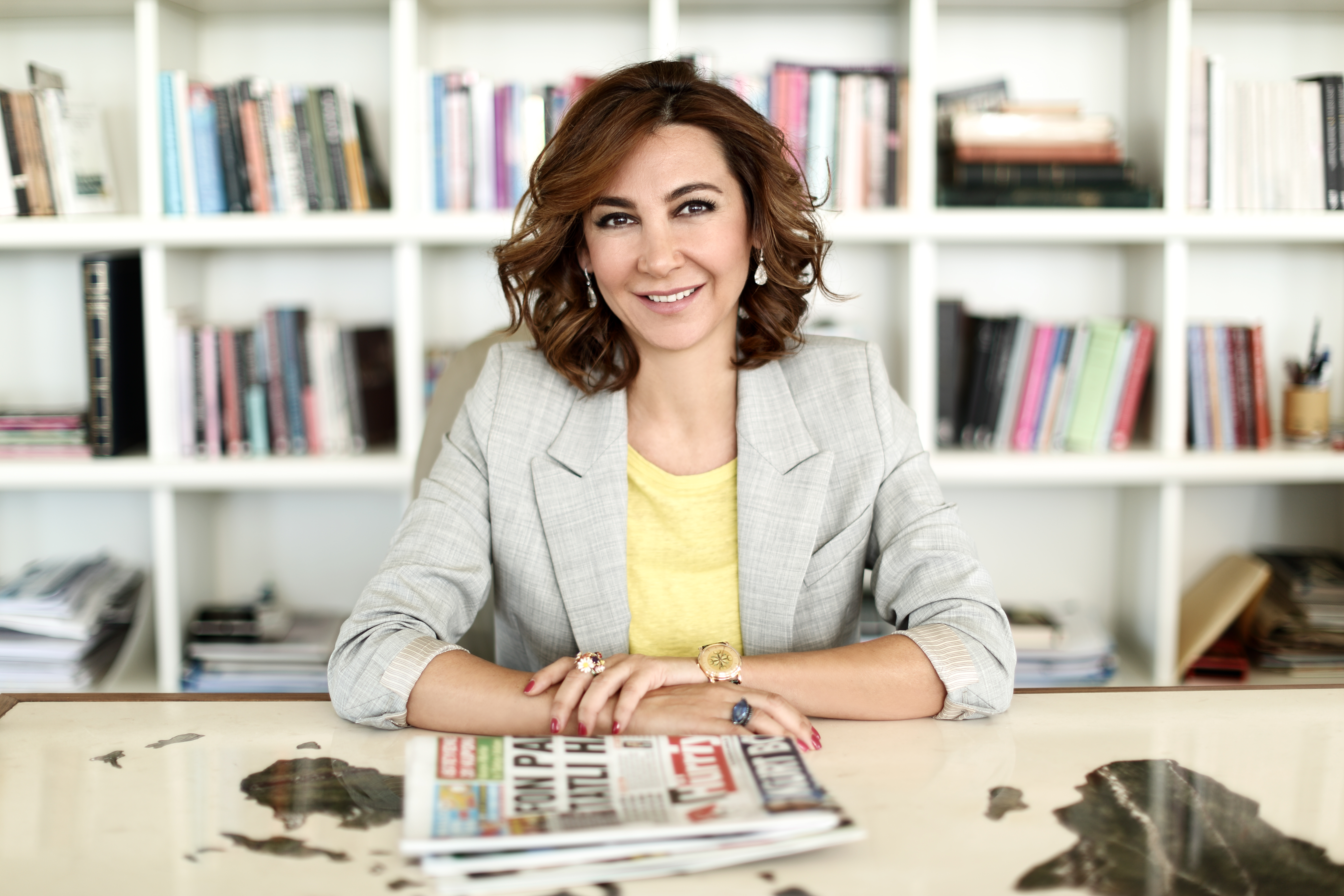
Vuslat
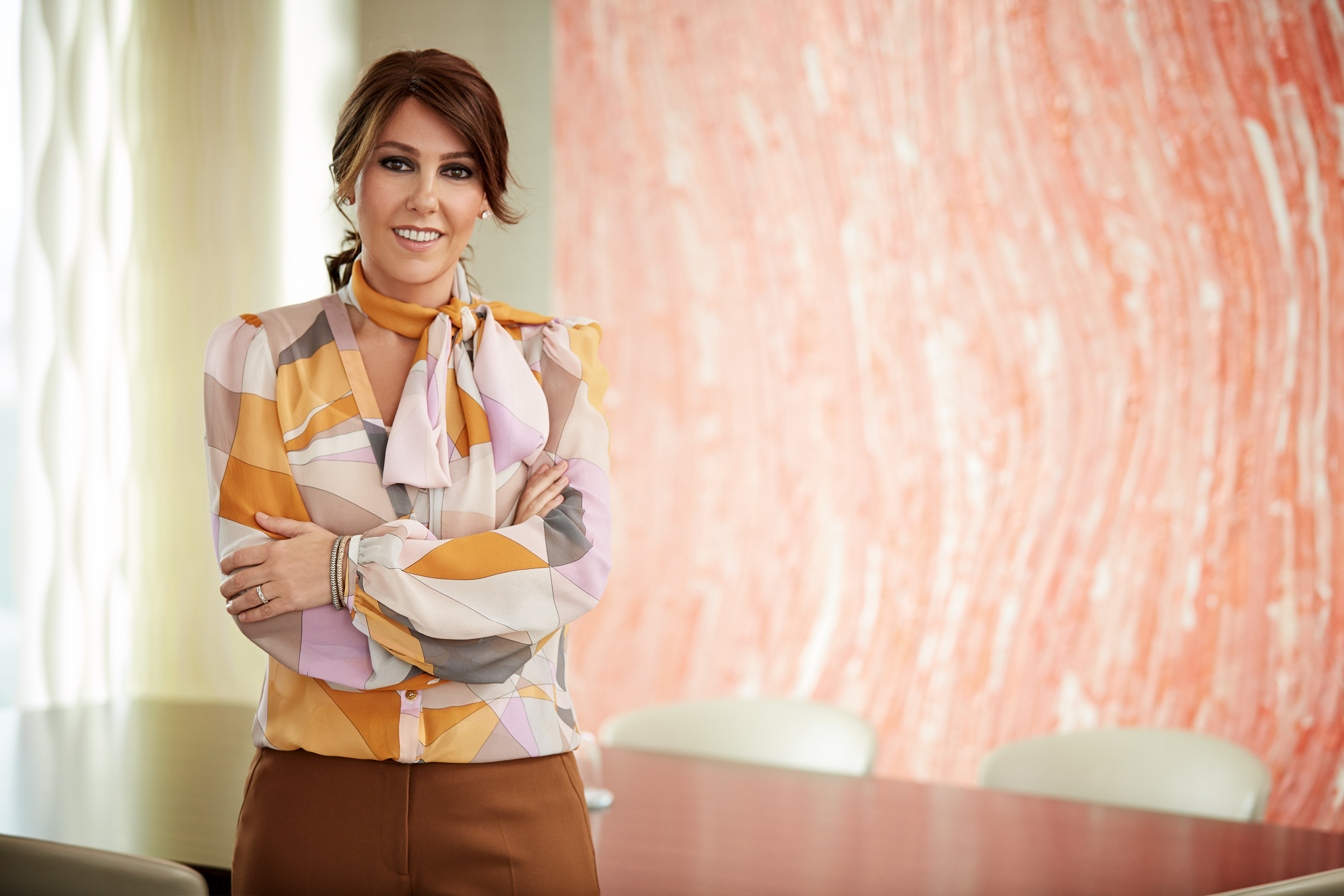
Hanzade

## Entreprises du groupe

### Commerce
- Doğan Otomobilcilik
- Milpa
- Hürriyet Pazarlama

### Énergie
- Petrol Ofisi
- Actionnariat dans les barrages électriques Aslancık (25 %) et Boyabat (33 %)

### Industrie
- Çelik Halat ve Tel Sanayii A.Ş.
- Doğan Organik Ürünler
- Ditaş

### Finance
- Ray Sigorta
- DD Konut Finansmanı
- Marbleton Property Fund

### Médias
Journaux
- Hürriyet
- Referans
- Milliyet
- Radikal
- Posta
- Fanatik
- Vatan

Radios
- Radyo D
- CNN Türk Radyo
- Slow Türk
- Radyo Moda

Télévisions
- Télévisions généralistes
  - Kanal D
  - Star TV
  - CNN Türk
- Télévisions interactives
  - FIX TV
  - Home Shopping
- Télévisions thématiques 
  - Dream TV
  - Dream Türk TV
  - Fenerbahçe TV
  - Beşiktaş TV
  - Galatasaray TV
  - D Max
  - D Yeşilçam
  - D Plus
  - D Çocuk
  - D Spor
  - T.A.Y TV
  - Emlak TV
  - Movie Smart
  - Movie Smart 2
  - Comedy Smart
  - Çocuk Smart
- Bouquet Satellite
  - D-Smart

Agence de Presse
- DHA

### Tourisme
- Milta